# Гиперборея

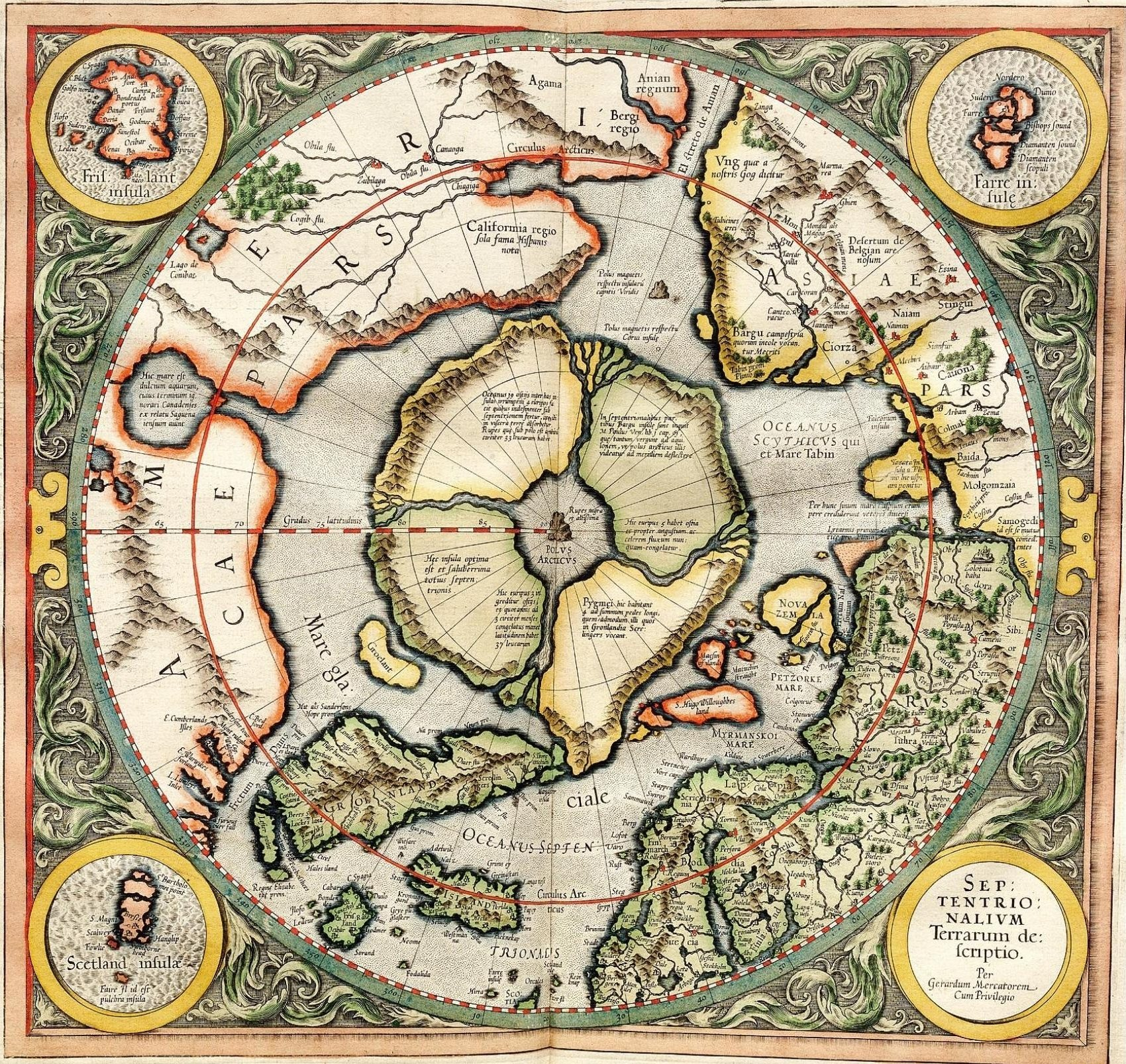
Арктический континент на карте Герарда Меркатора 1595 года

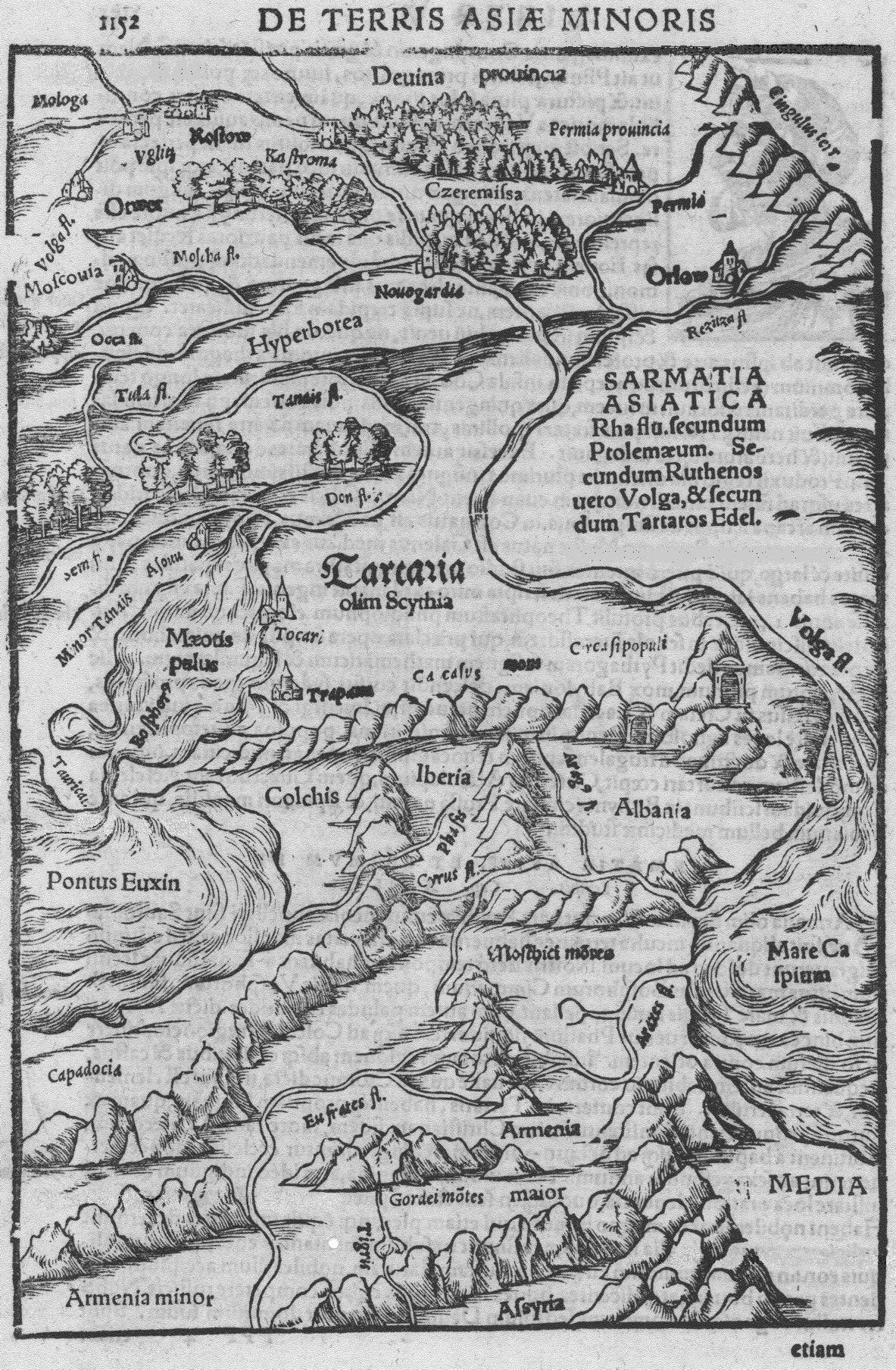
Гиперборея во «Всеобщей космографии» Себастьана Мюнстера

Гиперборе́я (др.-греч. Ὑπερβορεία — «за Бореем», «за северным ветром») — легендарная северная страна в древнегреческой мифологии и в традиции, включая европейскую, которая наследует древнегреческой; место обитания народа гипербореев. В исторической науке миф о гипербореях считается частным случаем характерных для самых разных культур утопических представлений об окраинных народах, лишённым конкретной исторической подосновы.
В Новое и Новейшее время в оккультизме, теософии Елены Блаватской и среди сторонников арийского мифа получила распространение псевдонаучная идея о Гиперборее как прародине нынешнего человечества, «белой», «арийской» или «нордической расы» или конкретного народа.

## Название
В античных источниках приводятся различные версии происхождения гипербореев.
Согласно Ференику, гипербореи выросли из крови древнейших титанов.
По Фанодему, своё название они получили от некоего афинянина Гиперборея. Филостефан говорит, что Гиперборей был фессалийцем, а другие производят их от пеласга Гиперборея, сына Форонея и Перимелы, дочери Эола.
О гипербореях говорилось в поэме Симия Родосского «Аполлон».
По Мнасею Патрскому, они ныне называются дельфами.
В среде сторонников арийского мифа чаще всего употребляются термины Гиперборея, Север, Северная прародина, реже Арктида, Арктогея.

## Античный миф
Гипербореи, наряду с эфиопами, феаками и лотофагами, относятся к числу народов, близких к богам и любимых ими.
Так же как их покровитель Аполлон, гипербореи художественно одарены. Блаженная жизнь сопровождается у гипербореев песнями, танцами, музыкой и пирами; вечное веселье и благоговейные молитвы характерны для этого народа — жрецов и слуг Аполлона. Геракл принёс оливу от гипербореев у истоков Истра в Олимпию. Даже смерть приходит к гипербореям как избавление от пресыщения жизнью, и они, испытав все наслаждения, бросаются в море. По желанию начать жить заново могут переродиться после смерти.
Согласно Диодору Сицилийскому, гипербореи в гимнах непрестанно воспевают Аполлона, когда он является к ним через каждые 19 лет.
И сам Аполлон время от времени отправляется в страну гипербореев, на колеснице, запряжённой лебедями, чтобы в урочное время летней жары возвратиться в Дельфы (об этом упоминает Алкей в гимне Аполлону).
Ряд легенд связан с приношением гипербореями первого урожая на остров Делос к Аполлону: после того как девушки, посланные с дарами, не вернулись с Делоса (остались там или подверглись насилию), гипербореи стали оставлять дары на границе соседней страны, откуда их постепенно переносили другие народы, вплоть до самого Делоса.
Древнеримский учёный Плиний Старший в своей «Естественной истории» писал о гипербореях следующее:

За этими (Рифейскими) горами, по ту сторону Аквилона, счастливый народ, который называется гиперборейцами, достигает весьма преклонных лет и прославлен чудесными легендами. Верят, что там находятся петли мира и крайние пределы обращения светил. Солнце светит там в течение полугода, и это только один день, когда солнце не скрывается (как о том думали бы несведущие) от весеннего равноденствия до осеннего, светила там восходят только однажды в год при летнем солнцестоянии, а заходят только при зимнем. Страна эта находится вся на солнце, с благодатным климатом и лишена всякого вредного ветра. Домами для этих жителей являются рощи, леса; культ Богов справляется отдельными людьми и всем обществом; там неизвестны раздоры и всякие болезни. Смерть приходит там только от пресыщения жизнью <…> Нельзя сомневаться в существовании этого народа.
Мудрецы и служители Аполлона Абарис и Аристей, обучавшие греков, считались выходцами из страны гипербореев. Эти герои рассматриваются как ипостась Аполлона, так как они владели древними фетишистскими символами бога (стрелой, вороном и лавром Аполлона с их чудодейственной силой), а также обучали и наделяли людей новыми культурными ценностями (музыкой, философией, искусством создания поэм, гимнов, строительства Дельфийского храма).

## Современная мифология
В XVIII веке французский астроном и политический деятель Ж. С. Байи выступил с гипотезой о том, что люди, пережившие Всемирный потоп, из районов Крайнего Севера пришли в Сибирь, а затем в Индию и принесли с собой высокую цивилизацию. Идеи Байи основывались на некоторых астрономических расчётах и древних мифах. Эта гипотеза повлияла на французского философа и эзотерика Антуана Фабра д’Оливе, изложившего свои взгляды в книге, изданной в 1824 году. Фабр д’Оливе был вдохновлён индийским мифом о приходе ариев с севера. Он именовал их «борейской расой» и предполагал существование в прошлом полярного материка Арктиды, или Арктогеи (греч. «северная земля»). Вначале они были слабее «чёрной расы» и некоторое время были её рабами. Позднее эти «бореальные кельты» захватили власть в Европе, откуда направились в Индию во главе со своим вождём Рамом, который создал мировую империю. Фабр д’Оливе был сторонником полигенизма и утверждал, что человеческие расы возникли независимо друг от друга в разные эпохи и в разных регионах. Идеи Фабра д’Оливе в 1880-е годы развивал французский эзотерик Александр Сент-Ив д’Альвейдр. Он писал о мировой «арийской империи», созданной Рамом. Сент-Ив д’Альвейдр считал, что в преддверии Страшного суда человечество должно объединиться, залог чего он видел в священных древних знаниях, якобы сохранённых избранными мудрецами в тайне от Антихриста. Сент-Ив д’Альвейдр выступал за единство иудеохристианской традиции и «научный союз Иисуса и Моисея». Он писал о большом значении «миссии евреев», якобы сохранивших бесценные знания, переданные им предшествовавшей «чёрной расой». Евреев он считал частью «гипербореев», «бореальной белой (арийской) расы». Однако родину «белой расы» он помещал в Европе.
Шведский врач и ботаник Улоф Рудбек старший в сочинении «Атлантика» (1675—1698) отождествил легендарную Атлантиду со Швецией и пришёл к выводу, что последняя является прародиной германцев и вообще человеческой культуры. В XIX веке эта гипотеза получила распространение среди германских интеллектуалов, использовавших её для разработки национальной идеи. В частности, её разделял кайзер Германии Вильгельм II. В 1883 году немецкий социал-дарвинист Карл Пенка писал о прародине «арийцев» в Скандинавии. По его мнению, современная Скандинавия была родиной «чистых арийцев», к которым он причислял северных немцев и скандинавов. Вслед за Пенкой британские исследователи Дж. Рис и Дж. Рендолл также искали прародину «арийцев» в Балтийском регионе или в Арктике.
Сторонником северной прародины был президент Бостонского университета Уильям Ф. Уоррен. Он отвергал теорию эволюции Дарвина. В книге 1885 года он описывал первых сотворённых Богом людей в образе легендарных героев, сильных, мужественных и благородных. Эти качества они утратили лишь после Потопа. Родина древнейшего человечества, по Уоррену, находилась на острове, расположенном на Северном полюсе и затонувшем во время Потопа. Ранее там был земной рай, земля вечного солнца.
Индийский мыслитель и радикальный деятель индийского национального движения Бал Гангадхар Тилак создал псевдонаучную арктическую гипотезу происхождения индоевропейцев («арийцев»). В 1897 году он оказался в заключении за свои выступления против британской колониальной администрации. Там Тилак подготовил книгу «Арийская прародина в Ведах» (впервые опубликована в 1903). Он основывался на идеях Уоррена и Риса, некоторых познаниях в астрономии и на ведической литературе. По мнению Тилака, в межледниковый период климат в Арктике был намного теплее, чем в настоящее время. Там располагалась прародина «арийцев», откуда они пришли в Индию. Теория Тилака имеет своих последователей среди индийских интеллектуалов, теософов и зороастрийцев. На идеи Тилака опирался детский писатель, биолог Е. А. Елачич (1910), пытавшийся доказать, что современный человек (Homo sapiens) происходил с Крайнего Севера. Он вольно интерпретировал известные в то время немногочисленные палеоантропологические данные и смешивал две проблемы — происхождение человека и происхождение индоевропейцев, которых он называл «арийцами». Взгляды Елачича противоречили уже современной ему науке и не упоминались в научных дискуссиях.
Идею Гипербореи включала европейская эзотерическая традиция, представленная такими деятелями, как Фабр д’Оливе, английский писатель Эдуард Бульвер-Литтон, Сент-Ив д’Альвейдр, его ученик и президент Верховного совета Ордена мартинистов Папюс, Луи Мишеля де Фиганьер, французский эзотерик Эдуард Шюре. Это учение складывалось на основе «астральных видений» и в ходе осмысления мифов различных народов. Здесь имела место идея инволюции, согласно которой цивилизация идёт не по пути прогресса, а движется к упадку. Учение включало популярные в эту эпоху гипотезы о сдвиге земной оси под влиянием Луны или смены местоположения магнитных полюсов, что якобы приводило к резкому изменению земной поверхности и климата. Важной была идея о последовательном господстве четырёх рас («красной», «чёрной», «белой» и «жёлтой»), связанных с определёнными материками и эпохами (лемурийской, атлантической, эфиопской и белой). Каждая из древних рас поочерёдно создавала на Земле могущественную империю. Господство каждой расы оканчивалось какой-либо природной катастрофой, например, потопом. «Белая раса» возникла последней и сформировалась на севере (у Северного полюса, у Белого моря и др.), где жили её прародители «гиперборейцы». Тогда на Земле господствовала «чёрная раса», но «белые» усилились и возглавляемые вождём Рамом отбросили «чёрных» далеко на юг. Часть «белых», ушедшая в Малую Азию и Европу, положила начало «арийцам». Их мудрость сохранилась в ведических текстах, записанных во времена Золотого века.
Эти идеи затонувших континентов и смены рас была воспринята религиозным философом Еленой Блаватской, создавшей синкретическое теософское учение. Свои взгляды она изложила в вышедшей в 1888 году книге «Тайная доктрина». Историю человечества она представила в качестве смены своего рода типов людей, коренных рас. Вторую расу Блаватская помещала на материке Гиперборее, располагавшемся недалеко от Северного полюса, где тогда якобы был субтропический климат. Нынешнюю эпоху она считала временем господства «арийской (пятой) коренной расы», священная прародина которой находилась на Севере. К «арийской расе» Блаватская относила большую часть современного человечества. В то же время «чёрную» и «жёлтую» расы она связывала с остатками прежних «коренных рас», якобы обречёнными на вымирание. Истоки рас она переносила в космос и связывала их с творческой деятельностью Учителей, или махатм. Язык и физические признаки для Блаватской определялись внутренними имманентно присущими людям психическими качествами.
К концу XIX века деятельность теософов способствовала распространению в среде творческой интеллигенции спиритуализма и оккультизма с их расовыми коннотациями. Теософия включала пересмотр дарвинизма и утверждение полигенической теории происхождения рас о последовательной смене «коренных рас», происхождении людей от первичного «эфирообразного» человечества, неизбежном вымирании отживших рас и грядущей победе «пятой расы арийцев». Значительную роль в этих построениях играли популярные теории о погибших континентах Атлантиде и Лемурии, упоминался «Асгард — город богов». «Арийская раса» считалась самой молодой и призванной господствовать. Упоминалась таинственная северная земля «Ультима Туле» или «Гиперборея».
Немецкий философ Фридрих Ницше также обращался к идее гипербореев, живущих суровой жизнью в северных льдах. По его мнению, эти условия закаляли характер, превращали северян в людей несгибаемой воли и обеспечивали им будущую власть над миром. Образы гипербореев и «арийцев» у Ницше сливались в идее о сверхчеловеке, которому свойственна воля к власти.
Гиперборейскую идею разделял французский философ и эзотерик Рене Генон, родоначальник интегрального традиционализма, основу которого составляет идея существования Примордиальной традиции. Генон был сторонником теории циклизма, которую он основывал на индуистских представлениях о смене исторических эпох. В своём эссе «Атлантида и Гиперборея» (1929) он писал о происхождении человечества со священного острова Туле, располагавшегося на Северном полюсе, где первые живые существа жили согласно традиции, данной им духовным отцом Вайвасвата Ману. Затем центр цивилизации появился в Атлантиде, позднее ушедшей под воду. Человечество получило свою культурную традицию как из гиперборейского центра («полярная традиция»), так и из Атлантиды («солярная традиция»). К первому Генон возводил индуизм, ко второй — религии Древнего Египта и Америки.

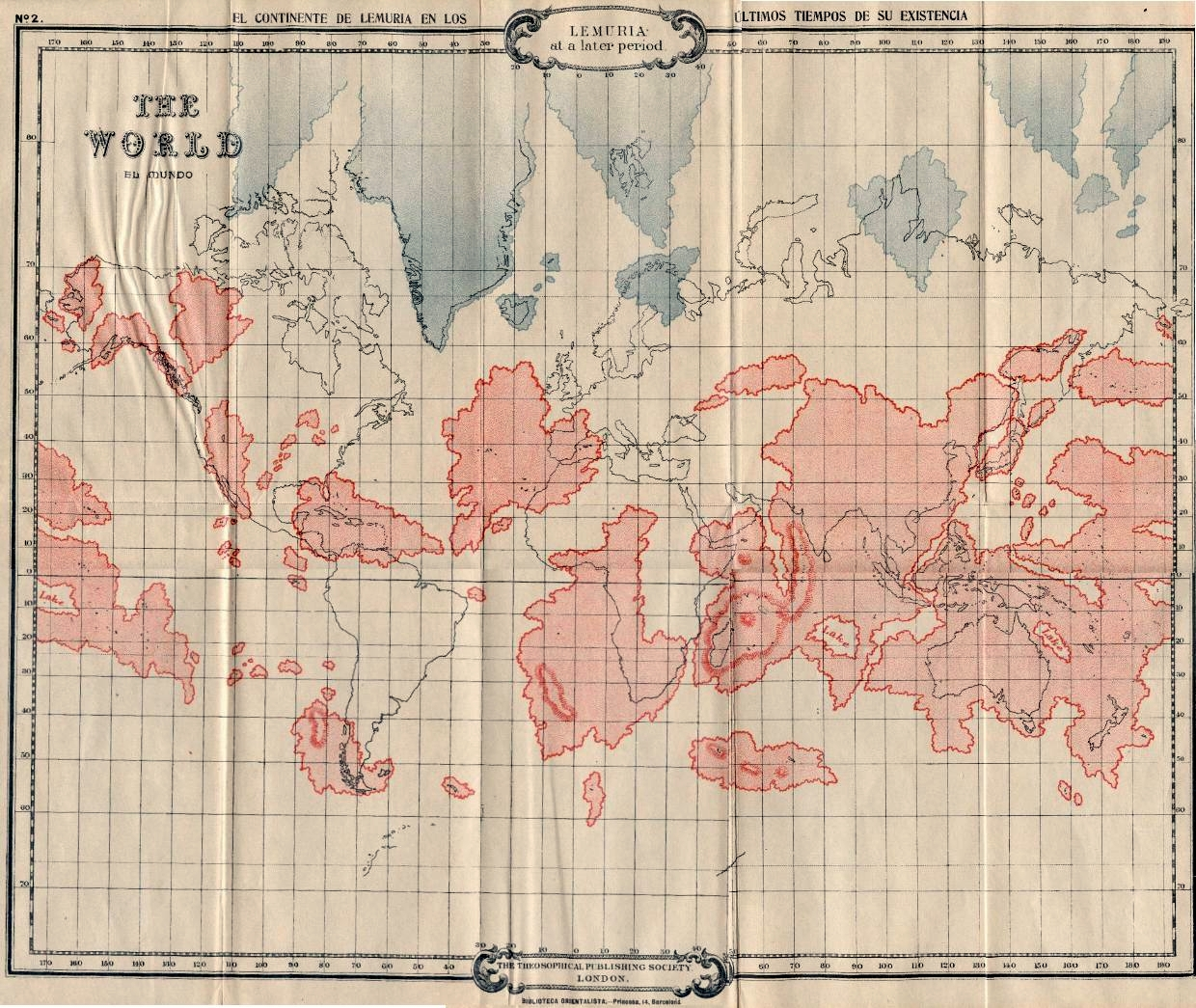
Остатки Гипербореи (синие очертания на севере) и Лемурии (красные) на фоне современных континентов (серые линии). Из книги Уильяма Скотт-Эллиота «Лемурия — исчезнувший континент»

Часть Гипербореи нанесена на карту Лемурии в книге «Лемурия — исчезнувший континент» Уильяма Скотт-Эллиота (англ. William Scott-Elliot; ум. 1930). Согласно Ч. Джинараджадасе (1875—1953), географические карты Лемурии и Атлантиды, которые Скотт-Эллиот опубликовал в книгах «Лемурия — исчезнувший континент» и «История Атлантиды», были скопированы Чарлзом Ледбитером с оригиналов из Тибетского оккультного музея махатм.
Миф об Атлантиде, находившейся на Крайнем Севере, или Гиперборее, был популяризирован немецкой националистической традицией. В её рамках атланты отождествлялись с «арийцами» («тевтонцами»), или представителями «нордической расы». Миф об Атлантиде включал и идею о чистокровных белокурых асах и их столице Асгарде. В начале XX века близкие идеи развивала ариософия. Расовая теория, в то время поддержанная многими учёными, для образованной публики выглядела респектабельной научной концепцией. Будущие австрийские ариософы разделяли социодарвинистское учение Эрнста Геккеля и «политическую антропологию» Людвига Вольтмана, откуда ими была заимствована «арийская» идея. Создатели ариософии, оказавшей влияние на идеологию нацизма, австрийские оккультисты Гвидо фон Лист и Йорг Ланц фон Либенфельс, развивали идеи о борьбе между «арийской расой господ» и «расой рабов» и о прародине «арийцев» на утонувшем полярном острове Арктогее.
Накануне Первой мировой войны в условиях роста русского национализма наследие «славянской школы» использовалось для создания шовинистических версий русской истории России. В этот же период с Запада проникла расовая версия «арийской идеи», в рамках которой мировая история рассматривалась как вечная борьба «арийцев» с «семитами». К «арийцам» в данном случае относились прежде всего славяне, иногда изображавшиеся как лучшие из «арийцев». «Арийская» тема в её антисемитском варианте была воспринята некоторыми русскими писателями-модернистами, увлекавшимися оккультизмом, включая Александра Блока, согласно которым «истинной арийской культуре» грозила «туранская» или «жёлтая опасность», включавшая и еврейский компонент. Под влиянием эзотерики ещё в 1906 году Блок задумал написать пьесу о походе людей в ледяную Гиперборею для встречи с Богом и «мировой красотой».
В августе 1922 года советский оккультист и писатель Александр Барченко в ходе недельной поездки на Кольский полуостров якобы обнаружил в окрестностях Ловозера и Сейдозера рукотворные памятники, остатки «гиперборейской цивилизации». По мнению Барченко, Гиперборея располагалась на крайнем севере России. Он был сторонником оккультных учений о циклических цивилизациях. Целью экспедиции было изучение явления «мереченья», подобного массовому гипнозу. После отчётного выступления Барченко в Институте мозга о его исследованиях, он в 1923 году был принят Главнаукой на работу в качестве учёного-консультанта. Летом 1923 года секретарь наркома просвещения А. Э. Колбановский повторил тот же маршрут и показал, что найденные Барченко «руины» являются геологическими образованиями.
В нацистской Германии гиперборейская концепция происхождения «арийцев» находилась под покровительством рейхсфюрера СС Генриха Гиммлера, запретившего вести в этой сфере какую-либо полемику. Она оказала большое влияние также на Адольфа Гитлера.
Один из главных идеологов нацизма Альфред Розенберг в своей книге «Миф двадцатого века» (1930) писал о необходимости заново переписать мировую историю, стержень которой он видел в вечной борьбе между расами. Розенберг разделял популярную в начале XX века гипотезу австрийского инженера Ханса Хёрбигера о смене земных полюсов, и считал, что в далёком прошлом климат северных широт был значительно мягче. Там существовал обширный континент, связываемый им с легендарной Атлантидой, где возникла одарённая раса голубоглазых и белокурых культуртрегеров-«арийцев». После того, как древний континент ушёл под воду, эта раса распространила свою высокую культуру, включая первую письменность, по всему миру, создавая известные древние цивилизации. Богами «арийцев» были златокудрый Аполлон и воинственная Афина Паллада. Примордиальный культурный центр на далёком Севере был центральной идеей мистического Общества Туле, с которым Розенберг был связан в 1919—1920 годах. С этим обществом также были связаны многие другие ключевые фигуры будущей НСДАП. Главным мифом Розенберг считал солнечный миф, который, по его мнению, происходил с далёкого Севера, где сезоны года были ярко выражены и значение солнечного тепла и света осознавалось особенно явственно. Затем, по Розенбергу, азиатские расы перешли в наступление из своих центров в Малой Азии, и последовал упадок «нордической расы», причиной которого было межрасовое смешение, согласно одной из основных идей расизма, порождающее неполноценное выродившееся потомство. Это смешение произошло, потому что «арийцы» ввели демократические порядки — послабления в отношении рабов, эмансипацию женщин, помощь бедноте. «Арийские» небесные боги в его книге выступали против малоазийских земных богов. Упадок «нордической расы» также определяла смена прежних светлых патриархальных богов на привнесённые из Азии образы богинь со змеями.
Идею сакрального Севера, нордической прародины развивал итальянский философ Юлиус Эвола, представитель интегрального традиционализма, в том числе идей Примордиальной традиции, и идеолог неофашизма (например, «Бунт против современного мира», 1934). Принимая теорию циклизма, полигенизма и деволюции (развития по направлению регресса), Эвола утверждал существование бореальной (гиперборейской) расы, которая расселилась сначала с севера на юг, затем с запада на восток. Он выделял древнейшую эпоху (Золотой век), связанную с мужским принципом и верой в солнечное божество, и следующую (Серебряный век), связанную с женским принципом и культом богини-Матери. Дегенерация второй эпохи в его концепции объяснялась смешением гиперборейцев с остатками тёмной лемурийской расы («протонегроидами» и «протомонголоидами»). Периоды возрождения деградирующей цивилизации Эвола связывал с приливом новых волн гиперборейцев с севера. Эвола усилил внимание к духовной компоненте «арийской расы», рассматривая физический облик как второстепенный признак. Возникновение христианства, по Эволе, стало знаком беспредельного упадка, поскольку христианство предпочитает героическое начало состраданию и, с точки зрения Эволы, заменяет иерархию равенством и господством плебейства, не знающего ни долга, ни чести. В 1938 году Бенито Муссолини придал идеям Эволы статус официальной расовой доктрины итальянского фашизма. Во второй половине XX века эзотерический фашизм стал популярен на Западе, откуда он и проник в Россию.
Бывший чилийский дипломат Мигель Серрано, основатель эзотерического гитлеризма писал об истории разных рас, поочерёдно творимых космическим Демиургом (Иеговой, или Яхве). Высшими существами он считал гиперборейцев, обладавших мудростью и могуществом. Они вступили в войну с механическим миром, творением Демиурга, в результате чего на Северном полюсе возникла вторая Гиперборея. Туда из космоса прибыли боги во главе с Вотаном, чтобы навести на Земле порядок. В этот Золотой век гиперборейцы стали учителями «низших рас», «чёрной», «жёлтой» и «красной», помогая им выйти из полуживотного состояния. Забыв о «чистоте крови», некоторые гиперборейцы стали смешиваться с «дочерьми человеческими», что привело к катастрофе. После падения Луны чистокровные гиперборейцы отправились на Южный полюс, а другие, кроманьонцы отступили на юг, спасаясь от ледника. Континент Гиперборея погрузился в полую Землю. Там гиперборейцы в своих подземных городах Асгартхе (Асгарде) и Шамбале смогли восстановить священный порядок. Затем они снова вступили в борьбу с Демиургом, которому помогала созданная им «антираса» («биороботы», «химера») — евреи. Орудиями еврейского заговора служат христианство и масонство, которые сознательно исказили арийские знания. Серрано писал, что эра Рыб была неблагоприятной для «арийцев-гиперборейцев», но ожидается наступление эпохи Водолея, когда вернутся боги и герои, предтечей которых, по его мнению, был Гитлер как «последний аватара». Идеи Серрано пользуются большой популярностью у неонацистов и получили развитие в ряде направлений неоязычества, включая инглиизм.
С 1991 года «гиперборейская идея» получила популярность в среде эзотериков, русских националистов и неоязычников (родноверов). По мнению многих националистов и неоязычников, родина «белых людей», «арийцев» («ариев», «славян» или «славяно-ариев»), находится в полярной зоне, как вариант на Северном полюсе. Вслед за Ницше и немецкими нацистами российские сторонники «арийской» идеи наделяют «арийцев» привлекательными качествами: северные люди выносливы, отважны, верны, правдивы, следуют кодексу чести, обладают глубокими знаниями и др. Основываясь на эзотерике, этот арктический миф имеет также расовую составляющую. Утверждается, что ещё в ледниковый период «белые люди» приспособились к меняющимся природным условиям, и это якобы дало им преимущество перед более специализированными «жёлтыми» и «чёрными». Похолодание и наступление ледников заставили «арийцев» переселяться южнее. Пройдя через Урал, они остановились в благодатном крае, который связывается с Семиречьем, упоминаемым Авесте или с «Беловодьем» русских сказаний. В обоих случаях речь идёт о Южном Урале, где помещается «вторая прародина арийцев», из которой последние расселились по просторам Евразии от Карпат до Китая. Сторонники этих взглядов считают Южный Урал источником ведических верований и местом древнейшей в мире государственности, столицей которой был священный Аркаим. Некоторые из них считают эту государственность «славянской», «русской». Становление человеческой цивилизации происходит в результате этого расселения «арийцев» с севера, которые благодаря своему расовому или культурному превосходству стали творцами мировой культуры. Русская колонизация Севера и Сибири в Средневековье и Новое время представляется как возвращение русских на свои исконные земли. Миф о Северной прародине имеет эзотерическую составляющую, связанную в том числе с идеями русского космизма. В рамках «евразийской инклюзивности», отдельные авторы включают в «белую расу» также тюрков и другие народы России. Сторонники «гиперборейской идеи» отличаются радикальным расизмом, поскольку арктический миф тесно связан с идеей превосходства первичной «белой расы», наиболее чистыми представителями которой объявляются русские. «Арийская» идея ставит перед Россией задачу построения аналога Четвёртого рейха, новой «арийской» империи мирового масштаба.
Идея полярной прародины излагается в сотнях публикаций, включая как малотиражные издания русских националистических движений и неоязыческих общин, так и общероссийские общественно-популярные журналы, научно-популярные произведения и художественные романы в жанре фэнтези. В числе националистов и неоязычников эту идею разделяли А. К. Белов, А. Ю. Хиневич, П. П. Глоба, Т. Глоба, А. И. Асов, Ф. Разорёнов, В. М. Кандыба, В. Н. Дёмин, В. М. Дёмин, С. А. Алексеенко, П. В. Тулаев, А. В. Трехлебов и др. В начале 1990-х годов к этой идее обратились этнограф и индолог Н. Р. Гусева, этнограф С. В. Жарникова, инженер Г. А. Разумов и философ и последователь «Новых правых» А. Г. Дугин. Дугин пытался учредить журнал «Гипербореец». Популяризацией «гиперборейской идеи» занимались научно-популярные журналы «Чудеса и приключения» и «Свет. Природа и человек».
Народная национальная партия, ставившая задачу выработки русской национальной идеологии, в лице главного редактора партийной газеты Вячеслава Кочнова пропагандировала идею о гиперборейской прародине «арийцев», где славяне, эллины и германцы жили вместе и были единым народом. Эту идею развивали также Александр Баркашов и другие члены РНЕ.
Этнографы Н. Р. Гусева и С. В. Жарникова развивали псевдонаучную арктическую гипотезу Тилака о происхождении индоевропейцев. Гусева попыталась выявить общие черты индуистской и славянской мифологий и создала словарь «русско-санскритских схождений», однако будучи специалистом по этнографии и религии народов Индии, она не была компетентна в лингвистике, индоевропеистике и славяноведении. Вслед за Гусевой Жарникова развивала идею о близком родстве славянских языков и санскрита и утверждала, что прародина «ариев» лежала на Русском Севере, где, по её мнению, располагалась легендарная гора Меру. Подтверждением этой гипотезы Жарникова считала якобы имеющееся особое сходство санскрита с севернорусскими говорами. При помощи санскрита она объясняла топонимию Русского Севера. Жарникова положительно оценивала популярные любительские экспедиции на север по поиску гиперборейской «арийской» прародины, называя их «научным подвигом». Идеи Гусевой и Жарниковой пользуются популярностью в среде русских националистов и неоязычников. Гипотеза Жарниковой получила распространение в СМИ, включая ряд популярных.
Существенное место «гиперборейская идея» занимает в инглиизме, неоязыческом учении, сочетающим эзотерику, идеологию нацизма и радикального родноверия, созданном омским эзотериком Александром Хиневичем. Инглиисты утверждают, что разные человеческие расы происходят с разных созвездий. Инглиистическую мудрость принесли люди «Белой Расы», которые происходят от богов и первоначально обитали в созвездии Большой Медведицы, а затем во время Третьей Космической войны переселились на Землю (Мидгард). Вначале они проживали в стране Даарии, расположенной на приполярном материке Арктиде. «Белые люди», обладавшие высшими знаниями, обучили остальное человечество основам цивилизации. После галактической войны и серии космических катастроф жители Арктиды мигрировали в Атлантиду, по пути смешавшись с гиперборейцами и доадамитами. Позднее на Мидгард-Землю из другой галактики прибыли «серые», враждебные двуполые существа, и стали смешиваться с людьми. Так якобы появились евреи, унаследовавшие от своих предков всевозможные генетические дефекты и негативные враждебные качества. «Серые» переписали историю так, чтобы «белые» забыли о своём славном прошлом. «Серые» перешли к планам захвата всей Земли, для чего иудей Павел (апостол Павел) создал христианство, которое, согласно учению инглиистов, является идеологическим оружием для порабощения мира через расшатывание древних устоев и отречение от «Веры Предков».
«Гиперборейской идее» посвящено большое число публикаций эзотерика и астролога Павла Глобы. Современных «белых людей» он относил к «ариям». До них на Земле жили четыре расы — одна («голубая») автохтонная, а другие («жёлтая», «чёрная» и «красная») прибыли из Космоса. По его утверждению, «голубая раса» обитала в Антарктиде, «жёлтая» — в Пацифиде (на Тихом океане), «чёрная» — в Лемурии (в Индийском океане), «красная» — в Атлантиде. «Арии» проживали в Арктиде, отождествляемой Глобой с полуостровом Лабрадор, где якобы был умеренный климат. Затем около 26 тысяч лет назад произошла гибель планеты Фаэтон, что привело к изменению земной оси и затоплению прежних материков. В поисках спасения люди начали мигрировать, что привело к смешению первоначальных рас. Глоба утверждал, что каждой расе свойственны какие-либо определённые знания и способости. «Арии» двигались из Арктиды на юг вдоль Уральских гор до Южного Приуралья. Аркаим, по Глобе, представлял собой храм и обсерваторию. Южное Приуралье, по мнению Глобы, стало не только «второй родиной ариев», но «духовным центром всего арийского эгрегора [энергетического центра] и, в первую очередь, России». В 1999 году статья Глобы об «ариях» и Северной прародине вышла в элитном журнале «Президент. Парламент. Правительство (политико-правовой журнал)», ориентированном на российских парламентариев и высших чиновников. Глоба пытается убедить читателей в строгой научности «гиперборейской идеи» и пишет, что легендарный царь Йима заботился о «чистоте арийского генофонда».
В 1990-е годы российский неоязыческий писатель Сергей Алексеев в серии романов «Сокровища Валькирии» описал обнаружение бывшим работником секретного института совместно с сотрудниками КГБ «арийских» городов на Северном Урале. Носителей «Третьей, Северной цивилизации» автор именует «гоями», а их недругов — «изгоями» (отсылка к идее вечной конфронтации «арийцев» с евреями). «Волхвы-гои» делятся с героем романов знаниями о происхождении людей и древней истории: повествуется о «Северной прародине», Гиперборее, наступлении ледника и исходе людей-«верцев» с Севера, их Великом Боге по имени Ра. В произведениях российского писателя-фантаста Василия Головачёва, также излагающего идеи славянского неоязычества, фоном для разворачивающихся событий служат идея Арктической прародины и предках-гиперборейцах, которые якобы 11 тысяч лет назад двигались с Крайнего Севера на юг. Гиперборея, располагавшаяся на затонувшем материке Арктиде, представлена империей. Святыня этой цивилизации, могила Спасительницы, «хранительницы славянского Рода», находится в Архангельской губернии. Отвергая норманскую теорию происхождения русской государственности, Головачёв утверждает, что Русь происходит напрямую от Гипербореи. Обладание наследием Гипербореи даёт власть над миром.
Вслед за Барченко в 1990-е годы российский философ Валерий Дёмин организовал экспедиции «Гиперборея-97» и «Гиперборея-98» на Кольский полуостров. Экспедиция провела на полуострове пять сезонов (1997—2001). По утверждениям её участников, ими были найдены гигантские руины, «подземная база инопланетян» и другие доказательства существования Гипербореи. Однако Дёмин и его последователи не опубликовали никаких документальных подтверждений этих открытий, а единичные фотографии участников экспедиции демонстрируют различные геологические образования. Дёмин помещал Гиперборею на территории Русского Севера, Северной Сибири и Приполярья и считал, что она была прародиной всего человечества. Наиболее прямыми потомками гиперборейцев он считал «ариев» («арийцев»), прямыми потомкам последних — славян и русских. «Гиперборейскую идею» Дёмина разделяет, в частности, Николай Слатин, сторонник подлинности «Велесовой книги» (признанной учёными фальсификацией) и автор собственного её «перевода».
С конца 1990-х годов «гиперборейскую идею» развивает писатель А. И. Асов, популяризатор «Велесовой книги». «Велесова книга» в интерпретации Асова является кладезью памяти, охватывающей события последних 20 тысяч лет, происходивих на пространствах между Китаем и Северной Африкой. Он создал свою версию происхождения и дохристианской истории славян, которых отождествляет с «белой расой» и с «ариями» («арийцами»). По его мнению, славянский этнос выделился сперва из семьи бореальных, а затем из семьи индоевропейских народов. Он писал о «древних войнах людей белой и чёрной рас в Европе» в период позднего палеолита, идея чего имеет источник в эзотерических концепциях. Согласно Асову, в 7—4-м тысячелетиях до н. э. Кольский полуостров по своим природным условиям был подобен современному Крыму. Асов принимает результаты экспедиций Дёмина. История начинается с «блаженной жизни» на островах в Северном Ледовитом океане, где находилась «прародина славян» и где среди «цветущих садов» счастливо жили «предки белой расы», уже исповедовавшие «ведические верования». Гиперборея, по Асову, охватывала территории далеко на юг, где на месте нынешней Москвы в 4-м тысячелетии до н. э. была основана «Москва гиперборейская». Резкое похолодание заставило «белую расу» сняться с обжитых мест и отправиться в странствования. Из Гипербореи «праотец Арий (Орий)» (в других публикациях — «бог Солнца, Яр») вывел «арийские» народы на Южный Урал, который Асов отождествляет с Семиречьем.
Аэрокосмический инженер Вадим Чернобров, занимающийся уфологией и мистикой, руководитель организацией «Космопоиск», в «Энциклопедии непознанного» (1998), писал, что Аркаим является «самым таинственным археологическим памятником на территории России», «городом-крепостью древних ариев», местом, куда те пришли с затонувшего острова Арктиды. Москва названа «преемницей Аркаима и других арийских городов».
Андрей Савельев, 2003—2007 годах депутат Госдумы от блока «Родина», призывал к консервативной революции и строительству новой империи на основах иерархии, элитного отбора и принципов корпоративности. Он предлагал положить в основу русской национальной идеи нордическую идею, адаптированную к местным особенностям, где русские объявлялись прямыми потомками прибывших с севера «арийцев». Савельев писал о «древнейшей цивилизации» Гиперборее, созданной «белыми людьми» на далёком Севере, о её гибели, которая привела к расселению «арийцев» на юг, где они якобы выполняли «цивилизационную миссию». Он утверждал, что русским удалось избежать смешения с другими народами и сохранить «чистоту» своего «арийского» генетического наследия. Отвергая евразийство, Савельев придерживался взглядов о европейском характере России, чему призвана служить «арийская» идея, связывающая её с Европой.
Популяризацией идеи о происхождении славян от «арийцев» («древних ариев») занимался сатирик Михаил Задорнов. Он заявлял о «величии славяно-арийских предков», «превосходстве» славян над Западом и прародине европейцев в Гиперборее. Задорнов считал, что в Аркаиме жили «наши предки». По его мнению, «арийцы в золотой век своей истории даже не воевали, пока оледенение Сибири их не заставило переселяться в Европу и на юг материка». Также он утверждал о существовании славянских «рунических знаков» эпохи мезолита под Мурманском.

### Критика
Учёные XX века рассматривали прежде всего пять вариантов вероятного место формирования протоиндоевропейского единства — балтийско-черноморский, анатолийский, балканский, центральноевропейский и степной (черноморско-каспийский). Эти споры продолжаются, но проблема какого-либо примордиального арктического центра специалистами не обсуждается как не имеющая отношения к науке.
Идеи гиперборейской прародины сложились ранее возникновения современных научных знаний и позднее развивались в стороне от науки. По мнению современных учёных, географическое положение местностей, описанных в индийских ведах, определить практически невозможно. Г. М. Бонгард-Левин и Э. А. Грантовский отмечают, что мифологемы, связанные с севером, северной страной, скорее всего появились у ариев на их прародине при контактах с северными финно-угорскими соседями.
Нет доказательств существования «арийской расы», высокоразвитой «арийской» цивилизации, распространения культуры и цивилизации этой расой и вообще связи развития культуры и цивилизации с определённой расой. Напротив, имеющиеся научные данные говорят об иных путях миграций и распространения цивилизации. Так, народы, создавшие древнейшие цивилизации, антропологически были далеки от «нордидов», а миграции на их территории индоевропейских племён (часто также далёких от представителей «нордической расы») не сыграли решающей роли в дальнейшем развитии. Исторические арии являются предками только индоиранских народов, то есть они являются не предками или потомками германцев, славян, кельтов и т. д., а народами, имевшими с ними общих предков в лице древних индоевропейцев.
По мнению историка В. А. Шнирельмана, причины популярности в современной России гиперборейского арийского мифа связаны с попытками преодоления кризиса идентичности. Сторонники «гиперборейской идеи» наделяют русских новой «гиперборейской» или, «арийской» идентичностью, связывающей их с северными территориями. В этом учёный видит архетип, заключающийся в стремлении к абсолютному началу: к абсолютному географическому центру мира (Северный полюс) и абсолютному началу времени (стремление отождествить предков с палеолитическим первонародом). Кроме того, идея глобальных миграций и завоеваний «предков-арийцев» легитимизирует современные границы России и создаёт видимость легитимности исконных прав русских на всю территорию Евразии.
Популярной является идея, что человек не станет расселяться с юга на север, поскольку на севере более тяжёлые природно-климатические условия. Подобные утверждения используются для обоснования псевдонаучных идей о миграциях в направлении, обратном (с севера на юг) установленному наукой. Это считается доказательством существования древних северных цивилизаций типа Гипербореи, зарождения «белой расы» на севере и последующих миграций её на юг — в эзотерике и ряде других течений. Идея массовой миграции человека с севера на юг противоречит всей сумме современных данных палеонтологии, антропологии и генетики по вопросу антропогенеза. Останки древнейших людей современного типа и их непосредственных предков обнаружены в Африке. Ранние миграции человека были направлены преимущественно с юга на север. Вопреки популярным представлениям, эти миграции не были единомоментным массовым переселением на большое расстояние. Расселение людей по планете происходило в течение тысячелетий небольшими группами с перемещением на относительно небольшое расстояние в период жизни одного поколения. Причинами переселения, в том числе на север, были миграции вслед за дичью и конкуренция с соседями, поскольку на юге население больше и борьба за ресурсы более острая.

## Этнология
В этнологии XIX века термин «гиперборейцы» или «жители арктического пояса» использовался для обозначения палеоазиатских народов, ряда народов Северо-Восточной Азии (Камчатки и Курильских островов) и Северо-Запада Северной Америки: юкагиры, чукчи с коряками, камчадалы с айнами, енисейские остяки, с коттами, иннуитские народы и алеуты. Согласно представлениям того времени, эти народы отличались по антропологическим и этнологическим признакам от «урало-алтайцев» и основной массы коренных американцев. Существовала гипотеза, что они составляют один расовый тип. Предполагалось, что заселение ими Северной Америки произошло из Азии, и некогда эти народы были многочисленны. Последующие исследования (лингвистические, этнографические и археологические) показали, что народы, первоначально причисленные к «палеоазиатским», не могут рассматриваться как единая этническая группа.

## В популярной культуре
- «Гиперборея» (1979, 1998) — цикл романов Юрия Никитина.
- «Сокровища Валькирии» (1995—2012) — цикл романов Сергея Алексеева.
- В Петрозаводске с 1999 года ежегодно в феврале проводится Международный зимний фестиваль «Гиперборея»[57].
- «Миражи Гипербореи» — научно-популярный фильм Русского географического общества (2006).
- «Гиперборейская» идея в варианте славянского неоязычества (происхождение славян от «ариев» из Гипербореи, называемых также «расой белых богов»; древние дохристианские славянские «рунические» книги; происхождение от «славян-ариев» древних цивилизаций; вариант инопланетного происхождения «ариев-гиперборейцев» и др.) популяризируется в «документальных» передачах одного из наиболее популярных российских федеральных телеканалов «РЕН ТВ» (2016, 2017 и др.), в том числе в передачах Игоря Прокопенко и Олега Шишкина. Идеи древности славян как самого древнего народа и их происхождения от «гиперборейцев» популяризировались на телеканале «НТВ» (фильм «Север. Загадки древних цивилизаций?»)[58].
- «Русы против Ящеров» (2023) — компьютерная игра[59].
- «Гиперборея — истории из российской Арктики» (2023) – фотокнига Евгении Арбугаевой, изданная в Thames and Hudson.

## В астрономии
В честь Гипербореи назван астероид (1309) Гиперборея, открытый 11 октября 1931 года советским астрономом Григорием Неуйминым в Симеизской обсерватории.